# West Wickham (Cambridgeshire)
West Wickham est une paroisse civile et un village du Cambridgeshire, en Angleterre.